# 2010年冬季残疾人奥林匹克运动会日本代表团
2010年冬季残疾人奥林匹克运动会日本代表团是日本派出的2010年冬季残疾人奥林匹克运动会代表团。获得3枚金牌、3枚银牌和5枚铜牌。